# Amir Aslan Afshar
Amir Aslan Afshar (auch Afschar; persisch امیراصلان افشار anhörenⓘ; * 22. November 1919 oder 21. November 1922 in Teheran; † 18. Februar 2021 in Nizza, Frankreich) war ein iranischer Diplomat und unter anderem in den 1960er und 1970er Jahren Botschafter seines Landes in Österreich, Deutschland und den Vereinigten Staaten.

## Leben
Amir Aslan Afshar war der Sohn von Camila Saed und Emir Massoud aus der Afshar-Dynastie (Nadir Schah). Er machte sein Abitur 1939 auf der Hindenburg-Oberrealschule Berlin-Wilmersdorf und wurde 1942 an der Universität Wien zum Doktor der Politischen Wissenschaft promoviert.
Er trat 1948 in den auswärtigen Dienst. Von 1950 bis 1954 war er Attaché an der Botschaft in Den Haag. Vom 18. bis 24. April 1955 war er Delegierter der Wirtschaftskommission der Bandung-Konferenz. Von 1956 bis 1961 war er für Aserbaidschan Abgeordneter in der Madschles. Neben seiner Tätigkeit als Abgeordneter war er von 1957 bis 1961 Delegierter beim Wirtschaftskomitee der Vereinten Nationen.
1957 war Amir Aslan Afshar für kurze Zeit Adjutant von Schah Mohammad Reza Pahlavi. 1962 wurde er zum Gesandten ernannt. Von 1967 bis 1969 war er Botschafter in Wien. Von 1968 bis 1969 hatte er außerdem den Vorsitz der  Internationalen Atomenergie-Organisation (IAEA) inne. Von 1969 bis 1973 war er Botschafter in den USA, danach bis 1977 Botschafter in der Bundesrepublik Deutschland.
Nach seiner Rückkehr in den Iran wurde Afshar von 1977 bis 1979 Protokollchef am Hof von Schah Mohammad Reza Pahlavi. Er verließ den Iran gemeinsam mit dem Schah am 16. Januar 1979.

## Auszeichnungen
- 1969: Großes Goldenes Ehrenzeichen am Bande für Verdienste um die Republik Österreich[7]

## Schriften
- Vom Berliner Luftschutzkeller zum Teheraner Kaiserpalast. Die Memoiren des Dr. Amir Aslan Afshar. Wien: Fassbaender, 2016. ISBN 978-3-902575-74-6